# Соколов, Сергей Викторович
Сергей Викторович Соколов (род. 20 августа 1965, Коренево, Курская область) — российский журналист и издатель. Главный редактор газеты «Совершенно секретно» (2015/10 — по н/в; 2011—2012). Генеральный директор Радио РСН/«Русская служба новостей» (2009—2013). Заместитель генерального директора Радио «Говорит Москва»/94.8 FM (2014 — по н/в). Главный редактор и совладелец «Издательской группы FLB», в которую входят «Интернет-сайт журналистских расследований FLB») и журналы «Страна и власть», «Компромат» (1999 — по н/в).

## Биография
Родился 20 августа 1965 года в Коренево Курской области.
В 1988 году окончил журналистский факультет МГУ им. Ломоносова.
С 1983 по 1993 год — внештатный корреспондент, корреспондент, специальный корреспондент газеты «Комсомольская правда». Автор ряда сенсационных публикаций о финансовых махинациях ЦК КПСС на территории России и за рубежом.
С. В. Соколов — один из основоположников нового жанра журналистских расследований в РФ.
С апреля 1995 года — автор и ведущий еженедельной программы телекомпании «ВИD» «Скандалы недели» на телеканале «ТВ-6».
В создании программы принял участие корреспондент еженедельника «Собеседник» Андрей Добров. В ноябре 1996 года без каких-либо объяснений причин с эфира был снят очередной выпуск программы «Скандалы недели». В интервью газете «Московский комсомолец» автор и ведущий программы Сергей Соколов заявил, что «в нескольких последних выпусках „Скандалы недели“ нанесли достаточно серьезные удары по одному из акционеров канала ТВ-6 Борису Березовскому (они впервые продемонстрировали документы, подтверждающие его израильское гражданство) и основному рекламодателю ТВ-6 Сергею Лисовскому. Неудовольствие руководства канала вызвал также то, что авторы передачи единственными высказались в поддержку газеты „Московский комсомолец“, опубликовавшей расшифровку секретных переговоров Виктора Илюшина и Анатолия Чубайса. В снятый же с эфира выпуск авторы планировали включить интервью с опальным генералом Коржаковым и материал о реакции Думы на скандал вокруг Чубайса. Что, видимо, не слишком устраивало хозяев телеканала».
С 1997 года — заместитель главного редактора и член редколлегии газеты «Совершенно секретно». В те годы редакция опубликовала ряд громких разоблачений высших чиновников страны, в том числе так называемую «банную историю» министра юстиции РФ Валентина Ковалёва и др. После трагической гибели главного редактора Артёма Боровика вместе с группой коллег перешёл на работу в «Концерн масс-медиа СММ», являющийся владельцем «Литературной газеты». С марта 1999 по январь 2000 года — редактор отдела расследований еженедельника «Литературная газета» и Издательского дома «Метрополис».
В 1999 году вместе с коллегами, бывшими сотрудниками газет «Известия» и «Комсомольская правда» А. С. Челноковым и С. Б. Плужниковым, Соколов создал и возглавил электронное сетевое издание Бюро журналистских расследований FLB (FreeLance Bureau). Вскоре FLB получило скандальную известность, опубликовав материалы наружного наблюдения и распечатки телефонных разговоров сотен российских политиков, чиновников и бизнесменов («База данных СБ „Группы МОСТ“), собранный службой безопасности одного из влиятельнейших олигархов того времени В. А. Гусинского.
Массив размещенного на сайте агентства компрометирующего материала был беспрецедентным, поскольку содержит почти 600 файлов объёмом примерно 20 тысяч страниц машинописи: расшифровки телефонных разговоров, сообщений на пейджер, результаты „наружных наблюдений“ и „оперативные справки“ на сотни российских политиков, бизнесменов, журналистов, актёров, общественных деятелей и деятелей преступного мира — более трёхсот имён известных граждан РФ.
Все материалы относились к периоду с начала 1990-х по конец 1998 года. Были „представлены“ скандальные эпизоды так называемого „дела писателей“ — скандал с гонорарами за книгу „История приватизации в России“ Анатолия Чубайса, Альфреда Коха, Максима Бойко и Александра Казакова, история с публикацией книги Александра Коржакова „От рассвета до заката“, а также история строительства дачи Анатолия Чубайса в посёлке Жаворонки и история эротических похождений на базе отдыха ОНЭКСИМ-банка Лужки». Кроме того в материалах, связанных с бывшим председателем комитета по управлению имуществом Санкт-Петербурга Михаилом Маневичем имеется небольшая «оперативная справка» по Владимиру Путину.
В интервью «Независимой газете» главный редактор интернет-издания Сергей Соколов сообщил, что публикация материалов, которые он назвал «рашенгейтом», не является целенаправленным «сливом» компромата. По его словам FLB преследовало единственную цель — вынести на общественный суд картину массового незаконного вмешательства в личную жизнь граждан, а также глубину коррупционных связей в министерствах и государственных ведомствах.
Одновременно Соколов возглавлял журнал «Компромат», выпустил несколько десятков номеров этого издания, где были представлены материалы о коррупции в России.
С 2001 по 2002 год С. В. Соколов был автором и ведущим телепрограммы «Чёрный ящик» на телеканале REN-TV.
В 2007 году под руководством С. В. Соколова было создано ЗАО «Издательская группа FLB». Помимо Журналистского агентства FLB, в издательскую группу вошли печатные издания — журналы «Компромат» и «Страна и власть», а также сетевые ресурсы «Компромат» и «Профессиональный каталог FLB». Выпущены несколько десятков номеров журнала «Компромат», которые вместе представляют собой серию под условным названием «Россия коррумпированная». В частности, № 9 (2003) и № 12 (2003) были посвящены криминальной стороне деятельности крупнейшей нефтяной компании ЮКОС и её владельцам Михаилу Ходорковскому, Леониду Невзлину и др.
С 2009 по 2013 год С. В. Соколов занимал пост генерального директора Радио РСН — «Русская служба новостей» (главный редактор — С. Л. Доренко). До ноября 2005 года радиостанция носила название «Русское радио-2» и занимала нижние позиции в рейтингах. Осенью 2010 года, после прихода С. В. Соколова и С. Л. Доренко, ежедневная аудитория радиостанции насчитывала около 600 тысяч человек. C 2014 по 2015 год — заместитель генерального директора Радио «Говорит Москва» 94.8 FM. С 2015 по 2018 год — главный редактор газеты «Совершенно секретно»